# ファイナル・カット (アルバム)
『ファイナル・カット』（The Final Cut）は、1983年に発表されたピンク・フロイドのアルバム。ロジャー・ウォーターズ在籍時のラスト・アルバムである。本作はサブタイトルの"A requiem for the post war dream by Roger Waters"（ロジャー・ウォーターズによる戦後の夢へのレクイエム）とあるように、ウォーターズのソロアルバムと看做されることが多い。また、「フレッチャー・メモリアル・ホーム」に登場するフレッチャーとは、ウォーターズの父のエリック・フレッチャー・ウォーターズのことである。彼は第二次世界大戦に出兵し、イタリアで戦死している。LPジャケットやCDのブックレットには「for Eric Fletcher Waters 1913-1944」と書かれてあり、亡き父の鎮魂の意味を込めたアルバムである。

## 解説
当初の予定ではアルバム、コンサート、そして映画と、『ザ・ウォール』の一連のプロジェクトの締めくくりとして、映画「ピンク・フロイド ザ・ウォール」のサウンドトラック『Spare Bricks』が制作される予定であった (映画でもそのように告知されている) 。しかし、1982年7月に勃発したフォークランド紛争に影響され、(一連のプロジェクトの発案者である) ロジャー・ウォーターズは考えを改めることになる。ウォーターズは、当時の首相マーガレット・サッチャーが決断した武力行使に極めて批判的だった。
ウォーターズは、新アルバムのテーマとしてサッチャー英首相、ロナルド・レーガン米大統領へのメッセージを歌うことを決意した。戦後の輝かしい夢を求めていた兵隊たちの、その戦後の没落した姿を描き出すことによって、より戦争の悲惨さを伝えるという手法をとっている。自分が戦争に加担し犯してきた過ちや苦悩を、ウォーターズの父親の姿をリンクさせながら書き綴っている。
アルバムのタイトル「The Final Cut」はシェイクスピアの『ジュリアス・シーザー』にてシーザーがブルータスに背中を刺される際の一節「This was the most unkinest cut of all」を参考につけられた。
プロデューサーとしてクレジットされているのはウォーターズとジェイムス・ガスリーの2人のみである。ギルモアは、ウォーターズから「共同プロデューサーを放棄しなければプロジェクトを破棄する」との要求に応じたが、印税の配分までは放棄しなかった。また、リチャード・ライトの名前がアルバムに一切クレジットされていないことで、ライトの脱退が対外的に明らかになった。 ライトに代わって、本作では『ザ・ウォール』のレコーディングとツアーに参加していたアンディ・ボウンがキーボードを弾いている。
アルバムの全13曲は全てロジャー・ウォーターズ一人のみのクレジットであり、リード・ヴォーカルも1曲を除いてウォーターズによるものである。「ノット・ナウ・ジョン」はギルモアがリード・ボーカルを務めたロック・ナンバーで、シングルとしてもリリースされた。サウンド技術の面では「ホロフォニクス」と呼ばれる立体音響システムを導入しており、奥行きのある音作りが行われた。
アルバムのテーマをウォーターズが一方的に決め、レコーディングもウォーターズの独断で進められた。ウォーターズはギルモアとメイスンのプレイに満足しなくなっていき、外部のセッション・ミュージシャンをますます多用していった。特にアルバムの最後を飾る「トゥー・サンズ・イン・ザ・サンセット」では、ウォーターズはメイスンのプレイに満足できず、セッションドラマーのアンディ・ニューマークと交代させた。ウォーターズとギルモアとの亀裂は抜き差しならないところまで進み、バンド内でのウォーターズの親しい友人だったメイスンもギルモアに同調するようになった。
ウォーターズも、「ギルモアとメイスンとはバンド・メンバーとして一緒に活動することはもはや不可能だ」と悟り、バンドの活動の停止を目論むことになる。本作発売後にツアーを行うという話もあったが、ウォーターズが計画を中止させた。そして本作発売から2年後の1985年12月、ウォーターズはピンク・フロイドからの脱退を発表した。

## 評価
セールスはそれまでに比べると決して芳しくなかったが、イギリスではチャートの1位に輝いた（2週連続）。これは『アニマルズ』『狂気』と『ザ・ウォール』が達成できなかったことである（ただし、売上枚数自体は3作のほうが上である）。
ウォーターズの私小説的な内容であることや、非常に重く沈痛なサウンドであることから、本作に対する評価は賛否両論に分かれている。ローリング・ストーンのライターであるカート・ローダーは「最高傑作。ロック・アートの不朽の名作」と絶賛した。

## 収録曲
1. ザ・ポスト・ウォー・ドリーム　The Post War Dream
2. ユア・ポッシブル・パスツ　Your Possible Past
3. ワン・オブ・ザ・フュー　One Of The Few
4. ホエン・ザ・タイガーズ・ブローク・フリー　When The Tigers Broke Free
5. ザ・ヒーローズ・リターン　The Hero's Return
6. ザ・ガンナーズ・ドリーム　The Gunner's Dream
7. パラノイド・アイズ　Paranoid Eyes
8. ゲット・ユア・フィルシィ・ハンズ・オフ・マイ・デザート　Get Your Filthy Hands Off My Desert
9. ザ・フレッチャー・メモリアル・ホーム　The Fletcher Memorial Home
10. サザンプトン・ドック　Southampton Dock
11. ファイナル・カット　The Final Cut
12. ノット・ナウ・ジョン　Not Now John
13. トゥー・サンズ・イン・ザ・サンセット　Two Suns In The Sunset

- 4.は2004年リマスター再発版収録のボーナス・トラック。